# Patinação artística nos Jogos Olímpicos de Inverno de 1980
Resultados das competições de patinação artística nos Jogos Olímpicos de Inverno de 1980 realizadas em Lake Placid, Nova Iorque, Estados Unidos.

## Medalhistas
| Evento                        | Ouro                                                     | Prata                                                | Bronze                                              |
| ----------------------------- | -------------------------------------------------------- | ---------------------------------------------------- | --------------------------------------------------- |
| Individual masculino detalhes | Robin Cousins GBR Grã-Bretanha                           | Jan Hoffmann GDR Alemanha Oriental                   | Charles Tickner USA Estados Unidos                  |
| Individual feminino detalhes  | Anett Pötzsch GDR Alemanha Oriental                      | Linda Fratianne USA Estados Unidos                   | Dagmar Lurz FRG Alemanha Ocidental                  |
| Duplas detalhes               | Irina Rodnina Alexander Zaitsev URS União Soviética      | Marina Cherkasova Sergey Shakray URS União Soviética | Manuela Mager Uwe Bewersdorff GDR Alemanha Oriental |
| Dança no gelo detalhes        | Natalia Linichuk Gennadi Karponossov URS União Soviética | Krisztina Regöczy Andras Sallay HUN Hungria          | Irina Moiseyeva Andrei Minenkov URS União Soviética |

## Quadro de medalhas
| Ordem | País                   | Medalha de ouro | Medalha de prata | Medalha de bronze |    | Ordem por total |
| ----- | ---------------------- | --------------- | ---------------- | ----------------- | -- | --------------- |
| 1     | URS União Soviética    | 2               | 1                | 1                 | 4  | 2               |
| 2     | GDR Alemanha Oriental  | 1               | 1                | 1                 | 3  | 1               |
| 3     | GBR Grã-Bretanha       | 1               |                  |                   | 1  | 4               |
| 4     | USA Estados Unidos     |                 | 1                | 1                 | 2  | 3               |
| 5     | HUN Hungria            |                 | 1                |                   | 1  | 4               |
| 6     | FRG Alemanha Ocidental |                 |                  | 1                 | 1  | 4               |
| TOTAL | TOTAL                  | 4               | 4                | 4                 | 12 | —               |